# ČSD-Baureihe M 221.0
Der Triebwagen der Baureihe M 221.0 war ein vierachsiger zweimotoriger benzolmechanischer Triebwagen für den gemischten Verkehr der einstigen Tschechoslowakischen Staatsbahnen (ČSD). Er zählte zu den ersten Typen von zweimotorigen Motortriebwagen mit mechanischer Kraftübertragung der ČSD.

## Geschichte und Einsatz
Der Triebwagen entstand 1927 offenbar als Vergleichsfahrzeug zu den Triebwagen gleicher Kategorie von TATRA. Der Hersteller Adamov hatte im Bau von Eisenbahnfahrzeugen bisher wenig Erfahrung, und so war der Wagen zusammengestellt mit Konstruktionselementen ausländischen Ursprungs.
Lediglich der Wagenkasten war von dem Hersteller Královopolská Brno von Bedeutung, und so führte der Triebwagen das gleiche Schicksal, wie der erste hergestellte Triebwagen M 210.0, nur als zweimotorige Variante. Ab 1933 wurde der Einzelgänger nach Ausbau der Antriebsanlage als Beiwagen weiter verwendet.
Nach dem Zweiten Weltkrieg gelangte das Fahrzeug in den Bestand der ungarischen Staatsbahn MAV. Er blieb erhalten und ist für eine museale Erhaltung vorgesehen. Der Verein des Muzeum technických zajímavostí (MTZ) in Choceň will ihn erwerben und zurück nach Tschechien überführen.

## Technische Merkmale
Der Triebwagen war ursprünglich angetrieben von zwei 4-Zylinder Viertaktmotoren von Mercedes-Benz. Der Motor hatte Zylinder von 150 mm Durchmesser bei einem Kolbenhub von 170 mm. Das 4-stufige mechanische Getriebe deutschen Ursprungs war hydraulisch gesteuert. Das Drehmoment wurde ausgangsseitig über eine Gelenkwelle an die jeweils innere Antriebsachse weitergegeben, so dass sich die gleiche Achsfolge wie bei den anderen zweimotorigen Triebwagen ergab.
Der Wagenkasten von Královopolská war nach denselben Prinzipien wie bei den anderen zweimotorigen Triebwagen aufgebaut, nur war er deutlich kürzer. Er hatte zwei Abteile der 3. Klasse.